# Пушкіно (Сафоновський район)
Пушкіно (рос. Пушкино) — присілок Сафоновського району Смоленської області Росії. Входить до складу Пушкінського сільського поселення.
Населення — 447 осіб (2007 рік). 